# Oxythyrea
Oxythyrea is een geslacht van kevers uit de familie bladsprietkevers (Scarabaeidae). Het geslacht werd voor het eerst wetenschappelijk beschreven in 1842 door Mulsant.

## Soorten
- Ondergeslacht Manodema Moser, 1907
  - Oxythyrea pygidialis Moser, 1907
- Ondergeslacht Oxythyrea
  - Oxythyrea abigail Reiche & Saulcy, 1856
  - Oxythyrea albopicta (Motschulsky, 1845
  - Oxythyrea cinctella (Schaum, 1841)
  - Oxythyrea cinctelloides Reitter, 1898
  - Oxythyrea dulcis Reitter, 1899
  - Oxythyrea funesta (Poda, 1761)
  - Oxythyrea groenbechi Petrovitz. 1955
  - Oxythyrea noemi Reiche & Saulcy, 1856
  - Oxythyrea pantherina (Gory & Percheron, 1833)
  - Oxythyrea petit (Gory & Percheron, 1833)
  - Oxythyrea podicalis van de Poll, 1890
  - Oxythyrea subcalva Marseul, 1878
  - Oxythyrea tripolitana Reitter, 1891
- Ondergeslacht Stichothyrea Kraatz, 1882
  - Oxythyrea densata Kolbe, 1914
  - Oxythyrea guttifera (Afzelius, 1817)
  - Oxythyrea picticollis Kraatz, 1882